# Identigram

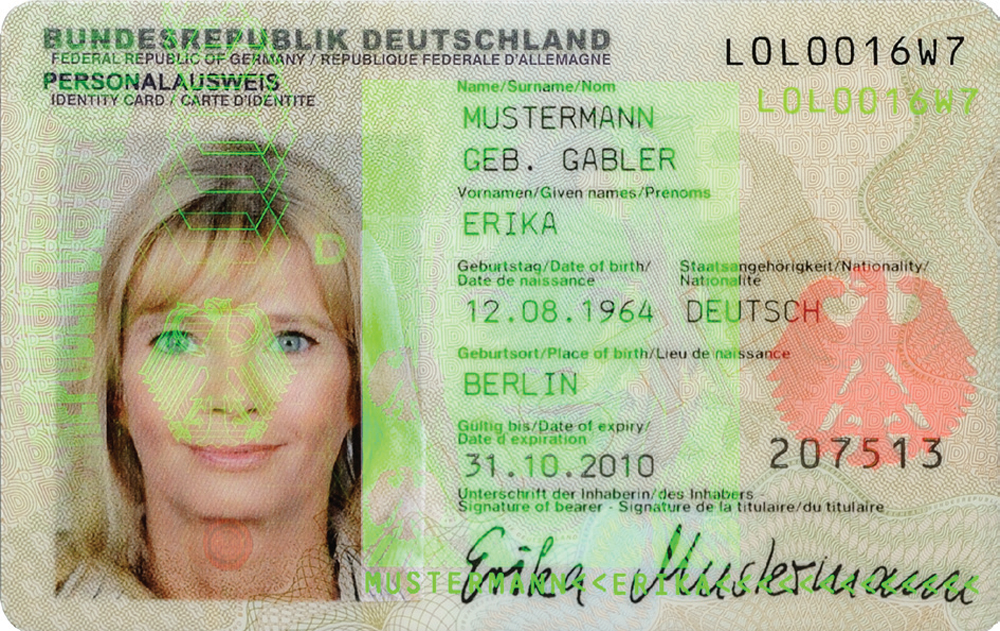
Sicherheitsmerkmale auf der Vorderseite des deutschen Personalausweises in der Fassung vom 1. November 2010 bis 18. Dezember 2019

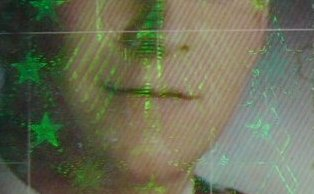
Holografische Teilstruktur des Identigrams auf dem Lichtbild eines bis Ende Oktober 2010 ausgegebenen deutschen Personalausweises

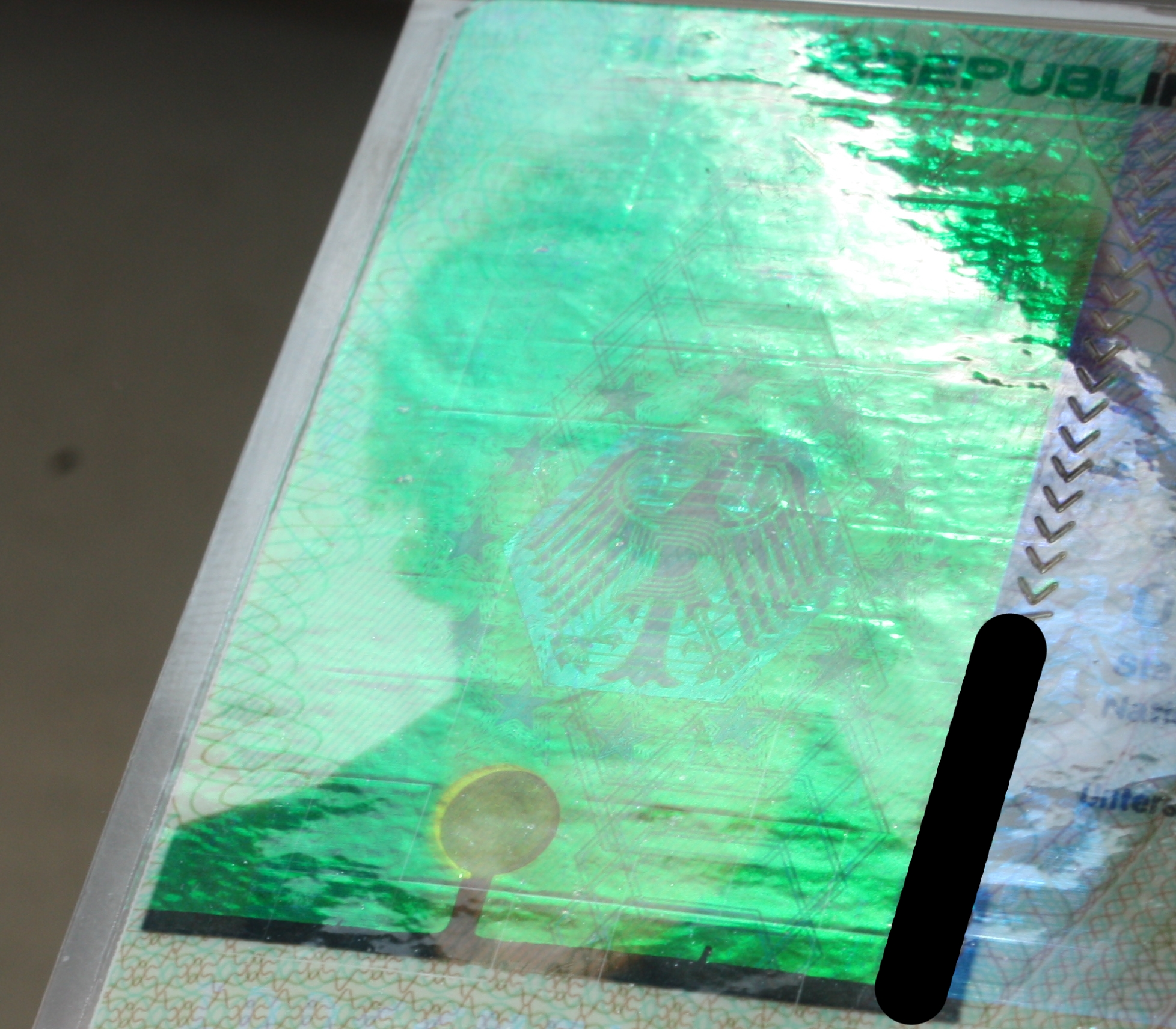
Teilstruktur des Identigrams im Lichtbildbereich des bis Ende Oktober 2010 ausgegebenen deutschen Personalausweises

Das Identigram ist ein holografisches Sicherheitsmerkmal (Reproduktionsschutzmerkmal) in deutschen Ausweisdokumenten und eine Marke der Bundesdruckerei. Es umfasst Technologien, die bei der Fertigung von amtlichen Personaldokumenten angewendet werden, um eine Ausweisfälschung zu erschweren. Sie bestehen aus individuellen, optisch variablen und fixen Sicherheitselementen und verwenden sowohl Holo- wie auch Kinegrammstrukturen. Das Identigram ist am besten in einem Abstand von ca. 40 cm (Armlänge) unter Verwendung einer dem Betrachter gegenüber angeordneten Punktlichtquelle erkennbar.
Die Sicherheitsmerkmale des Identigrams umfassen unter anderem:
- Den Bundesadler in dreidimensionaler Darstellung,
- das Passbild des Dokumenteninhabers als holografisches Porträt (Holographic Shadow Picture, Markenname "HSP")[5]; hierbei wird das reguläre Foto in der Mitte des Dokuments über den gedruckten Personendaten holografisch wiederholt,
- mehrere kleine Adler am linken Bildrand des holografischen Porträts,
- beim seit 1. November 2010 ausgegebenen Personalausweis: die Ausweisnummer unterhalb der gedruckten Ausweisnummer und der Name unterhalb des holografischen Porträts,
- beim bis Oktober 2010 ausgegebenen Personalausweis und beim aktuellen Reisepass: die  maschinenlesbaren Zeilen in versetzter Form über der maschinenlesbaren Zone,
- unterschiedliche Strukturen auf dem regulären Passbild, die beim Drehen des Dokumentes einen kinematischen Ablauf ergeben (u. a. einen Adler auf einer sechseckigen Fläche, Sterne und mehrere sechseckige Rahmen),
- eine Struktur in Form eines rötlich reflektierenden Punktes zur Unterstützung der maschinell prüfbaren Echtheitserkennung (maschinenprüfbares Merkmal, MPM) im unteren Bereich des Lichtbildes; diese beinhaltet keine personen- oder dokumentenbezogenen Daten.

Die Technik ist von der Bundesdruckerei in Zusammenarbeit mit dem Bundeskriminalamt entwickelt worden.
Am 1. November 2001 wurde eine erste Form des Identigrams für deutsche Personalausweise und Reisepässe eingeführt; bei dieser Form war der holographische Bundesadler gelb-rötlich, das maschinenprüfbare Merkmal rötlich und alle anderen Elemente grünlich.
Bei dem seit dem 1. November 2010 ausgegebenen Personalausweis im Chipkartenformat kommt ein verbessertes Identigram zum Einsatz: Wenn man das Dokument fast senkrecht betrachtet, sind die Farben identisch mit denen des alten Identigrams. Bei einer Veränderung des Betrachtungswinkels ändert sich die Farbe der vormals grünen Elemente allerdings: Violett-Blau-Türkis-Grün-Gelb-Orange-Rot. Auch der holografische Bundesadler und das maschinenprüfbare Merkmal ändern bei sehr flachem Betrachtungswinkel ihre Farbe.
Am 2. August 2021 wurde das neue Design des deutschen Personalausweises mit EU-Flagge eingeführt. Der Personalausweis erhielt ein neues Identigram mit einer dritten Farbe (blau).